# ペキン作戦

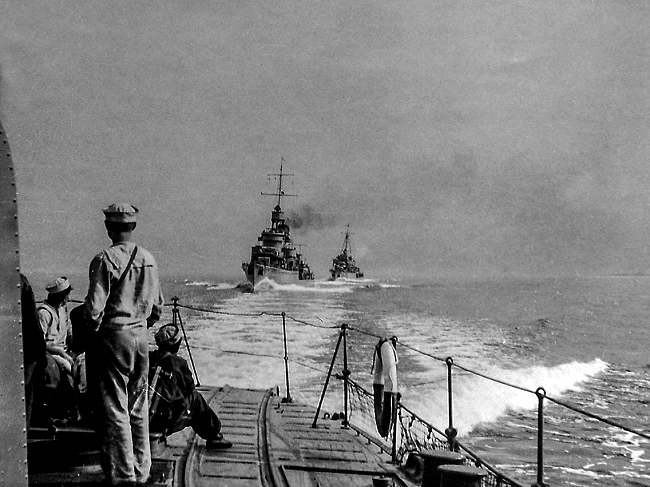
ペキン作戦中のポーランド駆逐艦ブリスカヴィカ艦上より、他の2艦を望む

ペキン作戦（ポーランド語: Plan Peking）は、第二次世界大戦開戦前夜の1939年8月30日に開始された、ポーランド海軍の駆逐艦3隻をイギリスへ脱出させる作戦である。ドイツとの戦争になった場合、バルト海にいては容易にドイツ軍によって沈められてしまうと思われることからこの作戦が立案された。ドイツ軍によるポーランド侵攻の直前に駆逐艦ブルザ、ブリスカヴィカ、グロムの3隻がポーランドを離れイギリスへ無事に着いた。

## 経過
3隻の駆逐艦は1939年8月30日の14時15分にポーランドを離れた。バルト海の航海では特に問題はおきず、3隻は31日0時10分にエーレスンド海峡に入った。航行中にドイツの軽巡洋艦ケーニヒスベルクなどと遭遇したが、この時はまだ戦争は始まっておらず、戦闘になるようなことはなかった。15時30分にドイツ機に発見されたため一時的に進路を変え、夜に元の進路に戻った。9月1日12時58分、北海で3隻はイギリス海軍の駆逐艦ワンダラー、ウォレスと出会い、17時37分にエジンバラに着いた。
3隻の駆逐艦は連合国側で第二次世界大戦を戦い、ブルザとブリスカヴィカは戦争を生き残った。